# Китай на летних юношеских Олимпийских играх 2010
На Летних юношеских Олимпийских играх 2010 года в Сингапуре Китай представляло 69 спортсменов, выступивших в состязаниях по 19 видам спорта.

## Медалисты
| Медаль | Спортсмен                             | Вид спорта                  | Дисциплина                                  |
| ------ | ------------------------------------- | --------------------------- | ------------------------------------------- |
| Золото | Ма Сюэя Шэнь И Цзинь Цзябао Ян Си     | Баскетбол                   | Девушки                                     |
| Золото | Дун Юй                                | Гимнастика                  | Девушки, батут                              |
| Золото | Тан Сицзин                            | Гимнастика                  | Девушки, бревно                             |
| Золото | Тан Сицзин                            | Гимнастика                  | Девушки, вольные упражнения                 |
| Золото | Ван Сяодун                            | Гребля на байдарках и каноэ | Юноши, каноэ-одиночка, слалом               |
| Золото | Се Чжэнье                             | Лёгкая атлетика             | Юноши, 200 м                                |
| Золото | Лю Биньбинь                           | Лёгкая атлетика             | Юноши, метание молота                       |
| Золото | Гу Юйтин                              | Настольный теннис           | Девушки, одиночный разряд                   |
| Золото | Дай Цзюнь                             | Плавание                    | Юноши, 400 м вольным стилем                 |
| Золото | Сунь Бовэй Тан И Лю Лань Хэ Цзяньбинь | Плавание                    | Смешанная эстафета 4 x 100 м вольным стилем |
| Золото | Хэ Цзяньбинь                          | Плавание                    | Юноши, 100 м на спине                       |
| Золото | Бай Аньци                             | Плавание                    | Девушки, 200 м на спине                     |
| Золото | Тан И                                 | Плавание                    | Девушки, 50 м вольным стилем                |
| Золото | Тан И                                 | Плавание                    | Девушки, 100 м вольным стилем               |
| Золото | Тан И                                 | Плавание                    | Девушки, 200 м вольным стилем               |
| Золото | Лю Лань                               | Плавание                    | Девушки, 50 м баттерфляем                   |
| Золото | Лю Лань                               | Плавание                    | Девушки, 100 м баттерфляем                  |
| Золото | Лю Лань Бай Аньци Ван Чан Тан И       | Плавание                    | Девушки, эстафета 4 x 100 м вольным стилем  |
| Золото | Хэ Цзяньбинь Ван Симин Лю Лань Тан И  | Плавание                    | Смешанная эстафета 4 x 100 м комплексным    |
| Золото | Цю Бо                                 | Прыжки в воду               | Юноши, трамплин                             |
| Золото | Цю Бо                                 | Прыжки в воду               | Юноши, вышка                                |
| Золото | Лю Цзяо                               | Прыжки в воду               | Девушки, трамплин                           |
| Золото | Лю Цзяо                               | Прыжки в воду               | Девушки, вышка                              |
| Золото | Гао Тинцзе                            | Стрельба                    | Юноши, винтовка, 10 м                       |
| Золото | Тан Хаочэнь Чжэн Сайсай               | Теннис                      | Девушки, пары                               |
| Золото | Лю Чан                                | Тхэквондо                   | Юноши, свыше 73 кг                          |
| Золото | Чжэн Шуинь                            | Тхэквондо                   | Девушки, свыше 63 кг                        |
| Золото | Тянь Юань                             | Тяжёлая атлетика            | Девушки, до 48 кг                           |
| Золото | Дэн Вэй                               | Тяжёлая атлетика            | Девушки, до 58 кг                           |
| Золото | Линь Шэн                              | Фехтование                  | Девушки, шпага                              |

| Медаль  | Спортсмен                                   | Вид спорта                  | Дисциплина                               |
| ------- | ------------------------------------------- | --------------------------- | ---------------------------------------- |
| Серебро | Дэн Сюань                                   | Бадминтон                   | Девушки, одиночный разряд                |
| Серебро | Юань Юань                                   | Борьба                      | Девушки, вольная борьба, до 52 кг        |
| Серебро | Тан Сицзин                                  | Гимнастика                  | Девушки, брусья                          |
| Серебро | Тан Сицзин                                  | Гимнастика                  | Девушки, многоборье                      |
| Серебро | Хэ Юйсян                                    | Гимнастика                  | Юноши, батут                             |
| Серебро | Хуан Цзеи                                   | Гребля на байдарках и каноэ | Девушки, байдарка-одиночка, спринт       |
| Серебро | Мао Яньсюэ                                  | Лёгкая атлетика             | Девушки, ходьба 5 км                     |
| Серебро | Гу Сыюй                                     | Лёгкая атлетика             | Девушки, толкание ядра                   |
| Серебро | Ван Дунцян                                  | Лёгкая атлетика             | Юноши, 110 м с барьерами                 |
| Серебро | Фу Хайтао                                   | Лёгкая атлетика             | Юноши, тройной прыжок                    |
| Серебро | Бай Аньци                                   | Плавание                    | Девушки, 100 м на спине                  |
| Серебро | Сунь Бовэй Дай Цзюнь Ван Симин Хэ Цзяньбинь | Плавание                    | Юноши, эстафета 4 x 100 м вольным стилем |
| Серебро | Фан Сюэ                                     | Стрельба                    | Девушки, пистолет, 10 м                  |
| Серебро | Чжэн Сайсай                                 | Теннис                      | Девушки, одиночный разряд                |
| Серебро | Се Цзяу                                     | Тяжёлая атлетика            | Юноши, до 56 кг                          |
| Серебро | Гун Синбинь                                 | Тяжёлая атлетика            | Юноши, до 69 кг                          |

| Медаль | Спортсмен  | Вид спорта      | Дисциплина                 |
| ------ | ---------- | --------------- | -------------------------- |
| Бронза | Лю Лань    | Плавание        | Девушки, 200 м баттерфляем |
| Бронза | Чжу Сяодун | Гимнастика      | Юноши, многоборье          |
| Бронза | Чжу Сяодун | Гимнастика      | Юноши, вольные упражнения  |
| Бронза | Чжу Сяодун | Гимнастика      | Юноши, перекладина         |
| Бронза | Ся Юлянь   | Лёгкая атлетика | Девушки, метание молота    |